# Довгівська сільська рада (Росія)
До́вгівська сільська рада (рос. Долговский сельский совет) — сільське поселення у складі Частоозерського району Курганської області Росії.
Адміністративний центр — село Довгі.
Населення сільського поселення становить 447 осіб (2017; 509 у 2010, 743 у 2002).

## Склад
До складу сільського поселення входять:
| Населений пункт     | Населення, осіб (2002) | Населення, осіб (2010) |
| ------------------- | ---------------------- | ---------------------- |
| Довгі, село         | 420                    | 356                    |
| Малодовгі, присілок | 165                    | 56                     |
| Песьяне, присілок   | 158                    | 97                     |